# John Bunyan
John Bunyan (født 28. november 1628 i Elstow ved Bedford i Bedfordshire, død 31. august 1688 i London) var en engelsk præst og forfatter, mest kendt for den evangeliske allegori The Pilgrim's Progress fra 1678 (da. "En Pilegrims Vandring")
Bunyan var i sine unge dage soldat og
førte et lystigt liv, men 1648 blev han
hjemsendt og giftede sig med en fattig pige,
der kom til at øve stor indflydelse på ham,
således at han efter alvorlige åndelige
kampe blev omvendt.
Den engelske statskirke var ham imod, og
han sluttede sig til nonkonformisterne. Efter
sin hustrus død 1655 ernærede han sig som
kedelflikker i Bedford i Bedfordshire, men optrådte
samtidig som prædikant. Efter Restaurationen 1660
gik man strengt frem mod nonkonformisterne, og
Bunyan blev fængslet.
Da han ikke ville love at
ophøre med at prædike, sad han fængslet i seks år,
var så en kort tid i frihed, men fængsledes
atter og sad i fængsel til 1672. Atter 1675 var
han nogle måneder i fængsel, og under dette
sidste fangenskab var det vistnok, at han skrev
sit mærkelige, allegoriske opbyggelsesskrift The Pilgrim's Progress,
en af den kristne kirkes mest
udbredte andagtsbøger, udgivet og oversat utallige
gange, gentagne gange også til dansk.
Efter 1672 virkede han som præst ved den nonkonformistiske kirke i Bedford.
- Førsteudgaven af Pilgrim's Progress fra 1678
- "I saw a Man cloathed with Raggs" ('Jeg så en mand i laset tøj') fra bogens åbningsdrøm. Illustration fra Henry Altemus' udgave fra 1890[3]
- Bunyan i fængsel, en tegning fra The Baptist Encyclopaedia (1881).